# Centrocoris variegatus
Centrocoris variegatus Kolenati, 1845 è un insetto eterottero della famiglia Coreidae.

## Descrizione

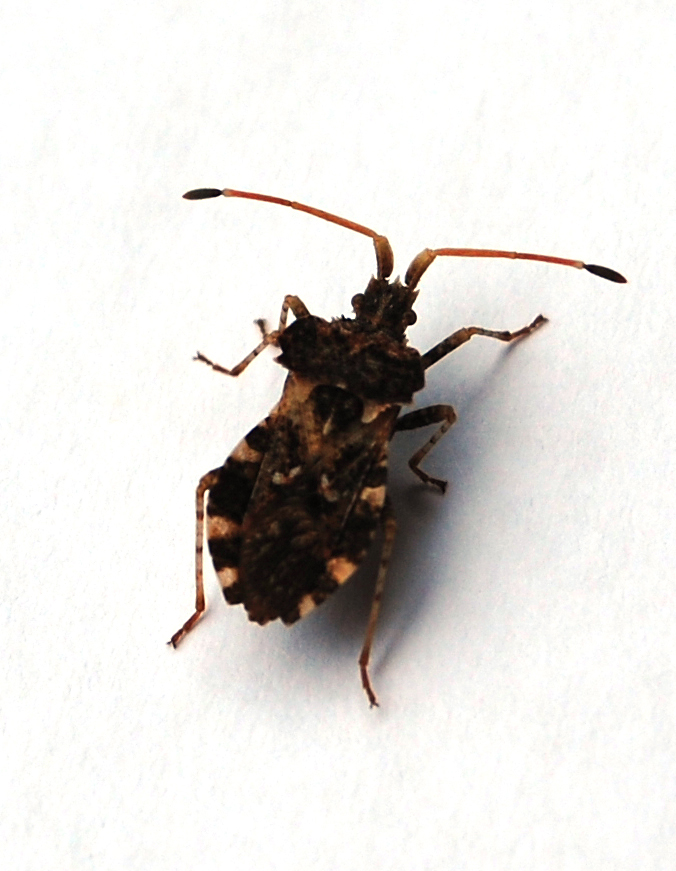

È un eterottero con corpo di forma grossolanamente ovoidale, lungo oltre 9,5 mm, con una livrea poco appariscente, variabile dal grigio al bruno. Come le altre specie del genere Centrocoris si caratterizza per il bordo posteriore del pronoto concavo e bidentato a ciascun lato dello scutello. Il capo è munito di denti aguzzi che si prolungano posteriormente sul pronoto superando il quarto dello scutello. La fronte, vista di lato, è munita di denti nettamente prominenti su tutta la superficie.

## Distribuzione e habitat
La specie è diffusa nel bacino del Mediterraneo, sulle coste atlantiche dell'Europa e in Macaronesia.
È stata introdotta accidentalmente in California (prima segnalazione nel 2009) ed è attualmente naturalizzata nelle contee di Alameda, Contra Costa, Santa Clara e Sacramento.